# Creu de terme (Esplugues de Llobregat)
La Creu de terme és una obra d'Esplugues de Llobregat (Baix Llobregat) inclosa a l'Inventari del Patrimoni Arquitectònic de Catalunya.

## Descripció
És una creu commemorativa de la santa missió de l'any 1945, realitzada a parròquia de la ciutat. Extremadament senzilla, consisteix en una creu llatina, de braços rectes, feta de formigó, que descansa damunt una peanya rectangular, de planta quadrada, a través de dos petits volums esglaonats, quadrats, i també realitzats de formigó. Aquest conjunt, modern, està recolzat damunt una base de pedra vermellosa, configurada per tres graons decreixents, que pertanyen a l'antiga creu de terme destruïda al segle xviii.

## Història
La població d'Esplugues tenia una creu de terme datada al segle xv, situada a l'actual camí de la Creu, antigament Raval, davant el camí de la Sagrera. Notes documentals extretes de l'arxiu de Protocols de Barcelona i publicades per Josep M. Madurell i Marimón (1948), ens donen referències de la creu: el 20 de juliol de 1427, els hereus del notari Pere Colls, varen pagar al mestre d'obres de Barcelona, Joan Font, la quantitat de 150 sous barcelonesos per a fer els graons, sòcol i columna de la Creu Parroquial de Santa Maria Magdalena d'Esplugues. En la mateixa data, Berenguer Romenyà, picapedrer de Barcelona, va cobrar dels hereus del notari Pere des Coll, 84 sous barcelonesos persubministrar 22 "somandes" de pedra per a la construcció de la creu. El 27 d'octubre del mateix any, Joan Vidal, mestre d'obres de Barcelona, va cobrar dels mateixos hereus 13 florins d'or d'Aragó, per fer una creu i un capitell de pedra per a Sta. Magdalena d'Esplugues. Segons documentació publicada pel Baró de Maldà, la creu del raval que estava davant del portal de la torre Cortada, caigué l'any 1788, quedant només la peanya. La creu antiga va ser substituïda per una senzilla pilastra on hi havia la IV estació del Via Crucis. L'any 1945 se li va afegir la creu en record de la Santa Missió.